# フェニックス通り (福井県福井市)

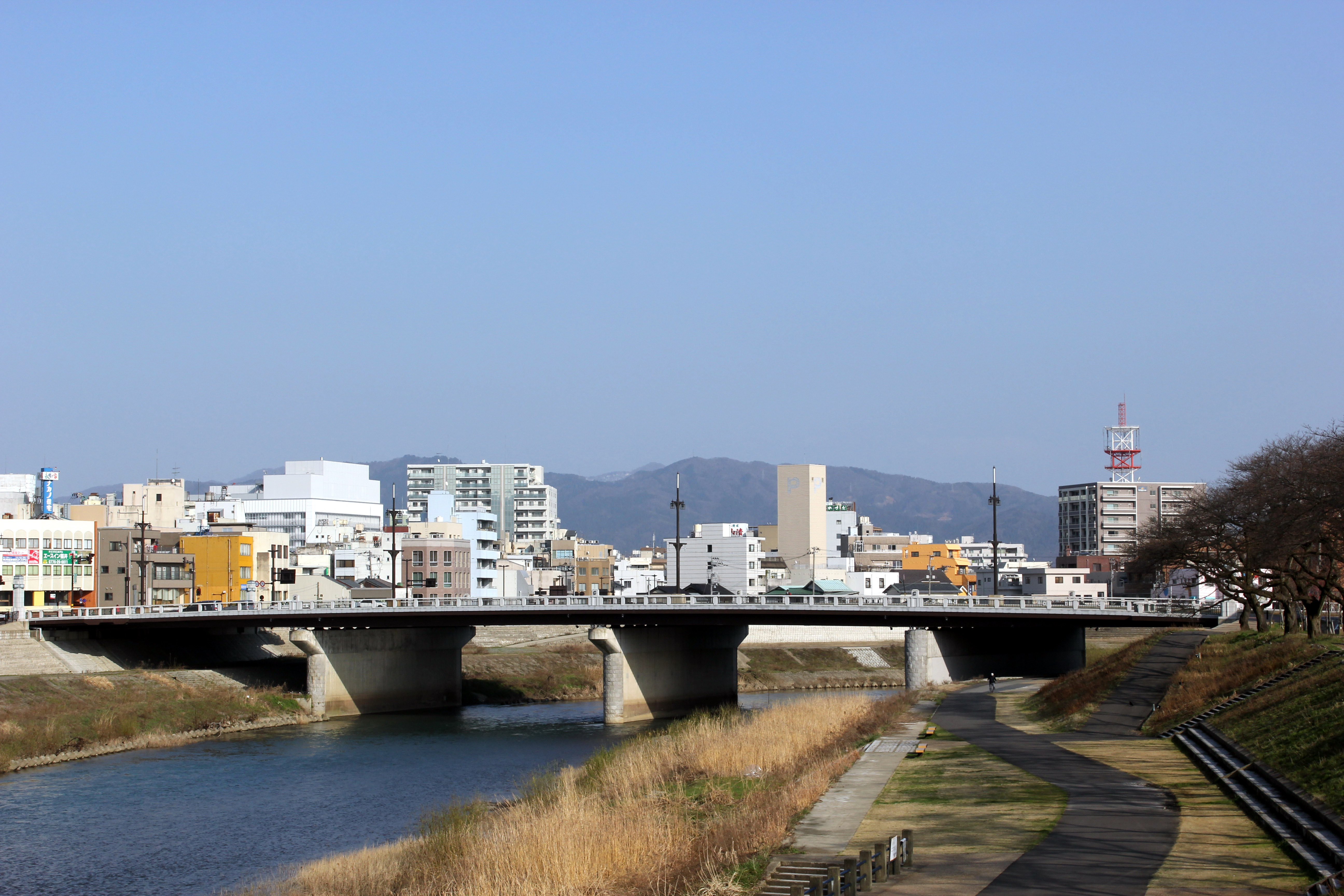
足羽川に架かる幸橋

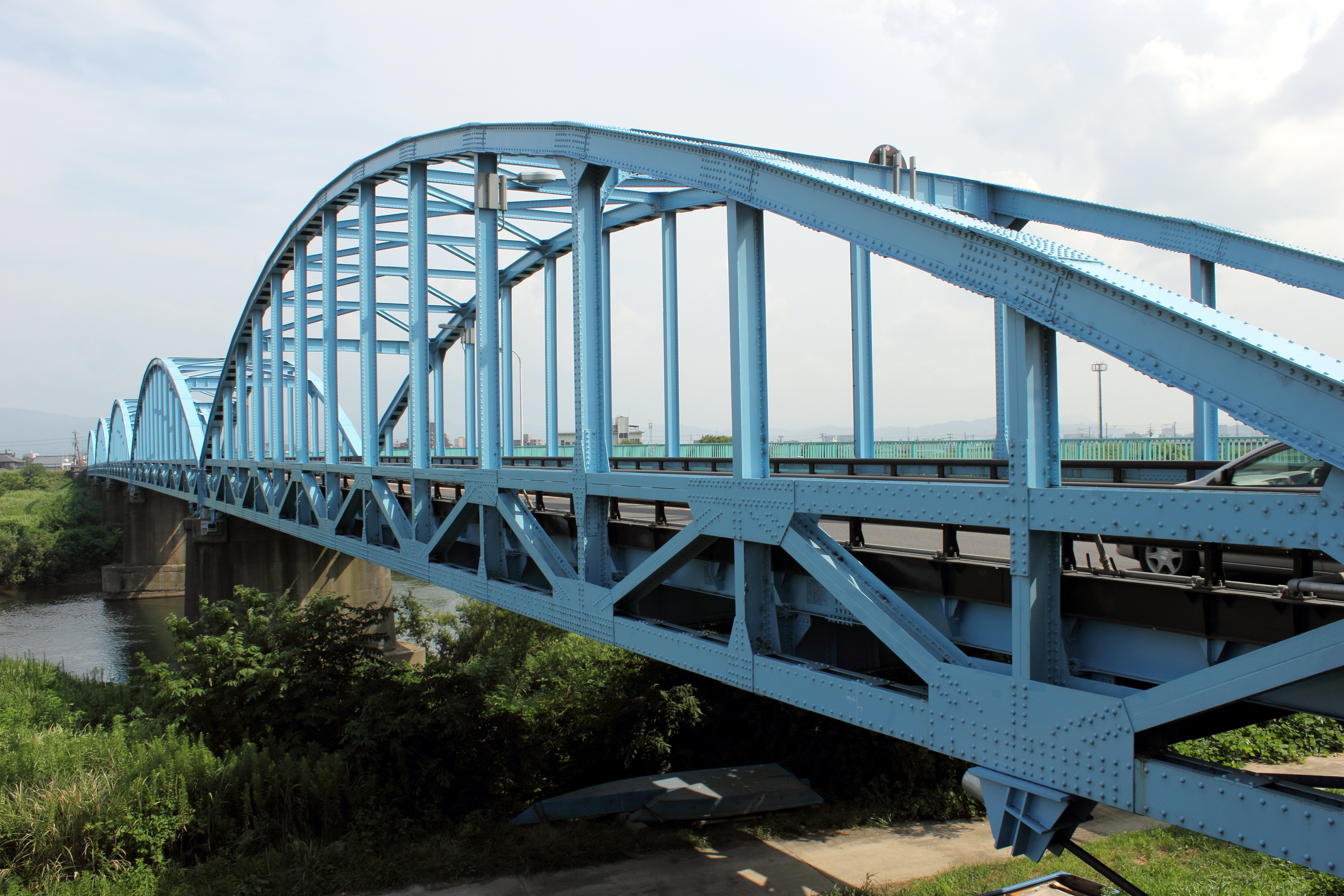
九頭竜川に架かる九頭竜橋

フェニックス通り（フェニックスどおり）は、福井県福井市の中心市街地を縦貫する通り。旧国道8号のうち、福井市内の区間を福井市ではフェニックス通りとしている。
福井市中心部の区間は、古くは大名町通りと呼ばれた。1985年に福井市により現在の愛称が公募・決定された。

## 構成する道路
北陸新幹線交差部付近の土地区画整理による経路変更区間を除き、かつては国道8号だった。現在は福井バイパスが国道8号になっている。
- 福井県道229号福井鯖江線（上江尻町 - 新木田交差点）
  - 区間内で福井県道32号清水美山線が重複（浅水駅前交差点 - 今市交差点）
- 福井県道28号福井朝日武生線（新木田交差点 - 幸橋北詰交差点）
- 福井県道・石川県道5号福井加賀線（幸橋北詰交差点 - 大名町交差点）
- 福井県道30号福井丸岡線（大名町交差点 - 六才橋交差点）
  - 区間内で福井県道112号栃神谷鳴鹿森田線が重複（森田駅前交差点 - 六才橋交差点）
- 福井市道北部1-383号線（六才橋交差点 - 石盛二丁目）
- 福井県道30号福井丸岡線（石盛二丁目 - 河合寄安町）
  - 区間内で福井県道268号福井森田丸岡線が重複（河合寄安町同線分岐 - 同町坂井市境を除く全区間）

## 交差する通り
- 浅水二日町交差点
  - 福井県道191号鯖江浅水線
- 浅水駅前交差点
  - 福井県道32号清水美山線
- 今市交差点
  - 福井県道32号清水美山線
- 音楽堂西口交差点
  - 福井県道253号清水麻生津線
- 花堂交差点
  - 西環状線（福井県道182号三尾野別所線）
  - 東環状線（福井県道182号三尾野別所線）
- 赤十字病院入口交差点
  - カルチャーパーク通り
- 新木田交差点
  - 福井県道180号東郷福井線
- 幸橋北詰交差点
  - 城の橋通り（福井県道・石川県道5号福井加賀線）
- 大名町交差点
  - 中央大通り（福井県道11号福井停車場線）
  - 中央大通り（福井県道・石川県道5号福井加賀線）
  - 電車通り
- 裁判所前交差点
  - さくら通り（福井県道114号吉野福井線、福井県道115号殿下福井線）
- 東下交差点
  - 松本通り
- 幾久南交差点
  - 藤島通り（国道416号）
  - お泉水通りもこの近辺で分岐する
- 二の宮1丁目交差点
  - サン二の宮通り
- 舟橋交差点
  - 福井県道111号舟橋松岡線
- 森田駅前交差点
  - 福井県道112号栃神谷鳴鹿森田線
  - 福井県道125号森田停車場線
- 六才橋交差点
  - 福井県道29号福井金津線
- 栗森交差点
  - 福井県道112号栃神谷鳴鹿森田線

## 路面電車
新木田交差点 - 田原町駅（福井市田原1丁目）間は福井鉄道福武線との併用軌道区間であり、同線並びに直通運転を行うえちぜん鉄道三国芦原線の低床電車が乗り入れている。

## 沿線の施設など
- ハーモニーホールふくい
- ショッピングシティベル
- 福井赤十字病院
- 商工会議所前駅
- 福井商工会議所
- 足羽山公園口駅
- 幸橋
- 福井駅
- 福井県庁
- 福井市役所
- 福井城址大名町駅
- 福井地方・家庭・簡易裁判所
- 福井春山合同庁舎
- 仁愛女子高校駅
- 福井市体育館
- フェニックス・プラザ
- 田原町駅
- 福井市明道中学校
- 福井市春山小学校
- 福井市立図書館
- 福井県立美術館
- 福井県護国神社
- 福井県立歴史博物館
- 幾久公園
- 九頭竜橋 - フェニックス通りに架かる九頭竜川の橋。上流側に福井県道268号福井森田丸岡線の新九頭竜橋、下流側に芦原街道の天池橋がある。
- 福井市森田小学校
- 森田駅
- 福井市森田中学校
- 北陸新幹線